# Condition des femmes en Mongolie
La condition des femmes en Mongolie représente une exception en comparaison avec celle des femmes des pays asiatiques voisins. Échappant à une partie des discriminations constatées dans d'autres pays du monde, malgré une hiérarchisation des genres et traditionnellement une séparation des rôles et des tâches, elles restent toutefois exclues du pouvoir politique, avec un recul depuis les années 1992,, et souffrent de discriminations en matière d'égalité d'accès à l'emploi et de revenus. Elles sont victimes de violences sexistes, et de prostitution forcée, selon le gouvernement, qui indique devoir poursuivre ses efforts pour aboutir à la parité ainsi qu'à la reconnaissance de leurs droits.

## Représentation du rôle de la femme
Les Mongols chamaniques se représentent un être humain comme doté de trois âmes : l' « âme de vie », qui est un principe éternel, l' «âme de l'os », transmise par le père, et l' «âme du sang », transmise par la mère, qui procure au fœtus sa chair et son sang.
Pour Spoorenberg, qui étudie les indicateurs sociaux d'espérance de vie et d'éducation, bien que les femmes mongoles vivent dans une société patriarcale, patrilinéaire et patrilocale, la raison majeure expliquant l'absence de discriminations sur les indicateurs étudiés  — éducation, rapport de masculinité et espérance de vie  — vient de la culture nomade des Mongols. Cette économie pastorale a « nécessité » une division du travail, traduisant une complémentarité, les femmes occupant un rôle central dans leurs contributions à l’économie domestique, ce qui est « un des principaux garants de leur condition. En cas de discrimination à leur égard, c’est la prospérité et, à terme, la survie de la famille qui est directement mis en péril. »
Toutefois, ces aspects ne doivent pas masquer que la vision patriarcale de la femme sert de justificatif à l'existence de nombreuses discriminations empêchant les femmes d'exercer leurs droits, phénomène renforcé par la transition à une économie de marché, selon le CEDAW.

## Indicateurs socio-démographiques

### Espérance de vie, taux de masculinité, santé
En 2005-2006, le taux de masculinité entre la naissance et quatre ans est de 104, soit le chiffre moyen attendu au niveau mondial en l'absence de discriminations telles qu'avortement sélectif ou surmortalité des filles à la suite de négligences.
L'espérance de vie est de 68 ans, soit 5 ans de plus que les hommes, traduisant là aussi l'absence des discriminations rencontrées dans des pays asiatiques tels que la Chine, l'Inde, le Pakistan, le Népal ou le Bangladesh.
En matière de santé, les femmes rurales mongoles, tout comme les hommes, souffrent de la faiblesse des infrastructures et d'un accès difficile aux services de soins, aggravés par la désertification rurale qui a entrainé, avec elle, le départ de médecins (femmes pour la plupart). Des mesures ont été engagées par le gouvernement pour réduire le taux de mortalité maternelle périnatale, l'objectif fixé étant de le diviser par 4 entre 1990 et 2015, afin de ramener de 200 à 50 le nombre de décès pour 100 000 naissances. Ces mesures se sont concrétisées par la création de maternités dans les hôpitaux de districts (soums) et les provinces (aimags), et la mise en place d'un service de télé-diagnostic d'urgence dédié aux femmes et aux enfants. Le taux de 50 pour 100 000 a été atteint en 2008. Il a ré-augmenté ensuite en raison de conditions climatiques difficiles, et d'une épidémie de grippe H1N1. Ce taux est très différencié selon le statut social et la zone d'habitation, et reste élevé en zones rurales. Malgré cette amélioration, le gouvernement mongol fait part d'une situation préoccupante de la santé des femmes en âge de procréer : 46 % d'entre elles souffrent de maladies chroniques, cumulées avec un taux élevé de multi-pathologies, qui a conduit à 50 % de grossesses difficiles en 2008. D'autre part, les cancers sont détectés très tardivement, comme c'est le cas de 80 % des cancers du sein.

### Éducation

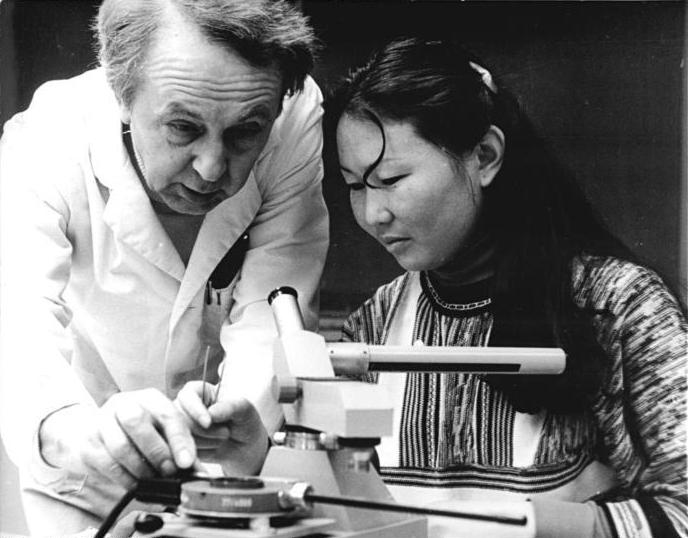
Diplômée mongole en post-formation à l'université de Leipzig (RDA), en 1983.

La Mongolie affiche en 2005 un rapport des taux bruts de scolarisation dans l'enseignement supérieur le plus élevé de toute l'Asie, avec 114 filles pour 100 garçons fréquentant un établissement d'enseignement secondaire, et 164 filles pour 100 garçons fréquentant un établissement universitaire. Toutefois, cet avantage éducatif ne se traduit pas par des emplois mieux rémunérés. En 2001, le Comité pour l’élimination de la discrimination à l’égard des femmes notait, parmi les points positifs, les progrès accomplis en matière d’accès à l’éducation des femmes, mais s'inquiétait, toutefois, « de voir que la pauvreté est généralisée chez les femmes en conséquence de la privatisation et d’autres facteurs liés à la transition vers une économie de marché ».
Sur la période 2007-2010, le rapport des taux bruts concernant l'enseignement secondaire est en baisse, avec respectivement 107 filles pour 100 garçons.

### Emploi et vie économique

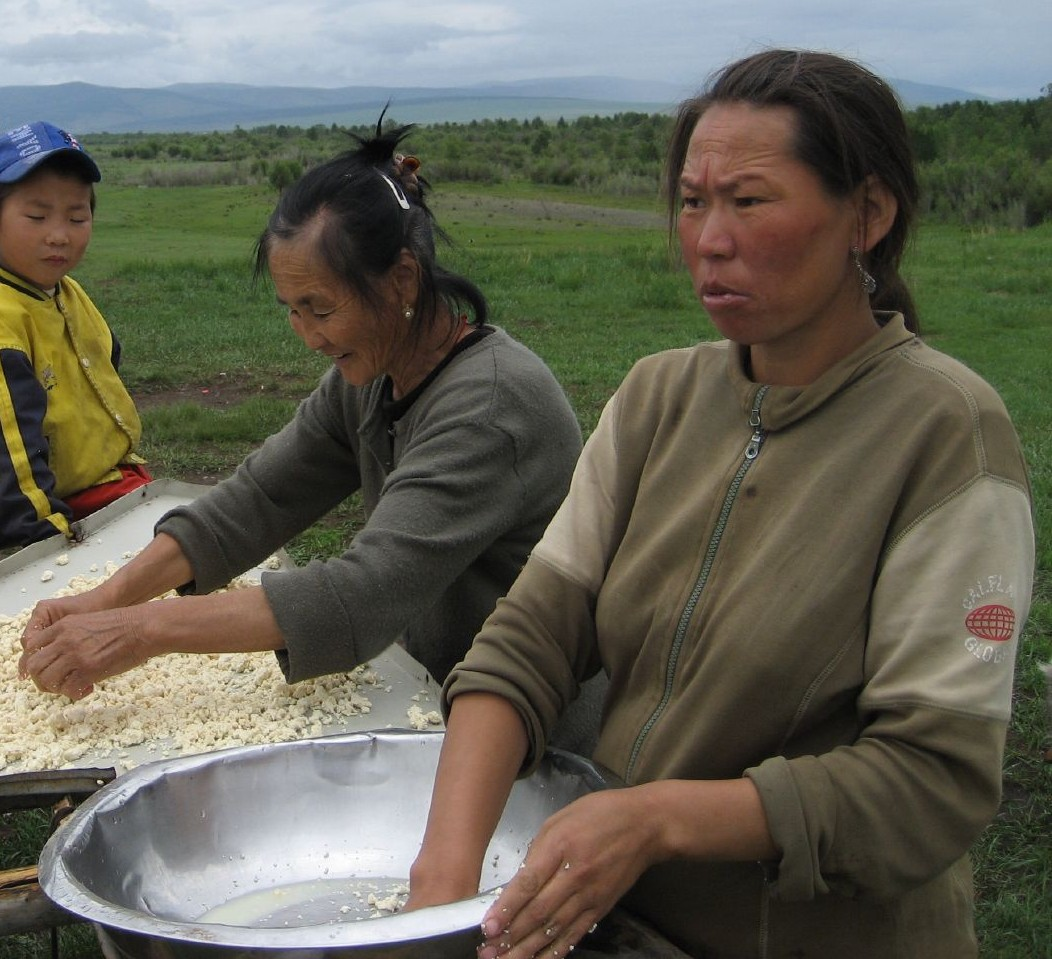
Femmes mongoles récupérant du caillé, en 2007.

Selon le rapport annuel 2012 du Forum économique mondial sur les différences entre les sexes, la Mongolie est classée n° 1 mondial pour la participation des femmes à la vie économique et les "opportunités" offertes aux femmes. Ce rapport comporte cinq classements :
- Ratio de la population féminine exerçant un travail par rapport à la population masculine : avec un taux d'activité féminine de 71 %, contre 80 % pour les hommes, la Mongolie est classée 27e ;
- Ratio d'égalité salariale : avec un ratio hommes-femmes de 77 %), la Mongolie est classée 9e ;
- Ratio des revenus estimés par rapport aux hommes : avec des revenus de 4 125 dollars contre 5 419 dollars pour les hommes, la Mongolie est classée 18e ;
- Taux comparé de femmes cadres : avec 47 % de femmes pour 53 % d'hommes, la Mongolie est classée 6e ;
- Ratio comparé de professionnels et techniciens qualifiés : avec 55 % des femmes pour 45 % d'hommes, la Mongolie est classée 36e[17].

Toutefois, ce classement s'appuie sur des statistiques officielles quelquefois contestées (ainsi, le Conseil économique et social des Nations unies avait rejeté le taux de chômage de 6 % présenté en 2003, le jugeant plus proche de 50 %). D'autre part, la méthodologie employée présente plusieurs biais. Ainsi, le revenu des personnes non salariées est évalué d'après celui des personnes salariées ; or c'est le cas de la moitié des emplois en Mongolie, les femmes employées dans un milieu familial n'étant pas toujours rémunérées individuellement (même si, traditionnellement, elles gèrent le budget familial). La participation au secteur informel n'est pas prise en compte. La méthodologie de constitution du ratio d'égalité salariale n'est pas communiquée. Concernant ce dernier, la représentante permanente de la Mongolie auprès de l'ONU relevait déjà en 2010 que les écarts salariaux croissaient sur la base d'un taux 2007 de 15 % : « les écarts de salaire entre les sexes sont devenus un problème ». Ce qu'elle attribue à une ségrégation sectorielle entre les sexes, avec une féminisation forte des secteurs de la santé, de l'enseignement, du commerce de gros et de détail, et la restauration. Cette ségrégation explique par ailleurs que le fort taux d'encadrement ne se traduise pas par des revenus plus élevés, les postes d'enseignement et de médecins où les femmes sont surreprésentées étant faiblement rémunérés.

### Participation à la vie politique
La Mongolie est classée 124e sur 133 pays par le Gender Gap Report pour la faible participation des femmes aux structures parlementaires (avec un taux de féminisation de 4 %), 109e pour la participation au gouvernement, avec 7 % de ministres. La régression dans leur participation à la vie publique depuis 1992 est un facteur qui fait l'unanimité.
En 2005, le gouvernement s'engage dans une politique volontariste en matière d'égalité et d'autonomisation des femmes. Il adhère au troisième objectif du Millénaire pour le développement, et vise une participation féminine au Parlement de 30 % pour 2015. Sous l'impulsion d'un collectif d'ONG de femmes, la loi électorale est modifiée, et un système de quota de 30 % est introduit pour les élections au Grand Khoural (le Parlement mongol). Les principaux partis politiques adoptent eux aussi des quotas dans leurs statuts. Toutefois, le Parlement décide de revenir sur cette décision en 2007, et malgré le véto du Président mongol, passe outre en 2008, avec l'appui des deux principaux partis.
Alors que des fonds internationaux sont débloqués pour aider les femmes à se structurer dans leur accès au pouvoir, alors que les candidatures féminines aux élections sont en augmentation tant au niveau local que national, et que les associations de femmes participant à la vie sociale publique sont nombreuses, leur représentation au Parlement est en régression. De 23 % en 1990 (Assemblée soviétique), leur nombre chute lors de la rupture en 1992, à 3 %, soit trois élues. Il remonte pour les élections de 1996 et 2000, avec 8 élues soit 11 %, pour rechuter en 2004 (5 femmes, 6,5 %) puis à 4 % en 2010. Jarry analyse ces difficultés à franchir le plafond de verre, et conclut que si l'espace peut être confisqué par les hommes, c'est que « l'espace du pouvoir, distinct de l'espace public et politique, est un espace privé, c'est-à-dire fermé, secret et auto-reproduit ».

## Autres aspects

### Violences faites aux femmes
En 2005, la Mongolie a adopté une législation prohibant les violences à l'égard des femmes, et a développé en 2007 un programme de lutte contre ces violences ; cette loi est très peu appliquée puisque selon le CEDAW, malgré les nombreux cas recensés, seules 20 plaintes ont été déposées en 2008, et les violences faites aux femmes sont encore trop considérées comme étant du ressort de la vie privée. Selon l'OCDE, citant une étude de 2000, une partie de l'augmentation des familles monoparentales dirigées par des femmes résulte d'un choix volontaire, pour échapper à l'emprise d'hommes alcooliques, violents et sans emploi.

### Traite des femmes et prostitution
La Mongolie a adopté en 2005 un Plan d’action national contre l’exploitation sexuelle à des fins commerciales et la traite d’enfants et de femmes. Le CEDAW se dit préoccupé en 2008 de la croissance de ces trafics, et de la quasi-impunité de leurs auteurs.

### Polygamie
La polygamie est interdite en Mongolie. Selon l'OCDE, une étude académique parue en 2008 dans The Guardian a fait état d'une forme apparentée : en raison d'un déséquilibre socio-démographique à Oulan-Bator, il y a moins d'hommes éduqués que de femmes. Les cas de liaisons adultères, conduisant à des naissances assumées par la seule mère et sa famille maternelle, se multiplieraient.

## Mouvements féminins
La notion de féminisme est peu répandue en Mongolie. Par contre, nombreuses sont les associations luttant pour le  « droit à l'égalité des genres »  (жендерийн тегш эрх (genderijn tegš erh)).
La chute du régime socialiste et l'ouverture de la Mongolie aux relations internationales a conduit les ONG et organismes officiels concernés à soutenir financièrement et de façon massive le tissu associatif féminin, très actif sur toutes les questions touchant à la démocratisation du pays, en vue d'influencer la politique en faveur de l'égalité entre hommes femmes. Toutefois, selon Anna Jarry-Omarova, qui s'est interrogée sur les raisons de l'échec des femmes mongoles à obtenir une représentation politique, ces aides ont un effet pervers. En raison des contraintes d'attribution de fonds, qui ne sont attribués que sur la base de critères de réussite mesurables, et donc sur des thématiques précisément définies, les allocations ont entrainé la disparition d'une vision globale de la place des femmes dans la société, au profit de la multiplication d'actions de niche. En raison de conditions économiques difficiles, les actions auparavant bénévoles sont devenues une activité économique à part entière, et la « réussite » (ou la survie) des femmes impliquées dans ces programmes passent par une hyper-spécialisation des thèmes investis. Et partant, aboutit à une perte de la vision des enjeux globaux, pour ne  plus devenir qu'un gagne-pain, avec une prise sur la situation des femmes réduite.